# Gustave Cabaret
Gustave Cabaret (n. 1 noiembrie 1866, Claye-Souilly⁠(d), Île-de-France, Franța – d. 4 aprilie 1918, Paris, Île-de-France, Franța) a fost un arcaș ce a reprezentat Franța, medaliat olimpic. A participat la o ediție a Jocurilor Olimpice (1908) în care a câștigat o medalie de bronz.

## Participări
Lista de mai jos prezintă principalele competiții la care a participat Gustave Cabaret de-a lungul carierei.
- archery at the 1908 Summer Olympics – men's Continental style[*]